# Новостройка (Ленинский район)
Новостройка — посёлок в Ленинском районе Волгоградской области России. Входит в состав Царевского сельского поселения.

## География
Посёлок находится в юго-восточной части Волгоградской области, на левом берегу балки Кальгута, к северу от ерика Тутов (протока реки Ахтуба), на границе Волго-Ахтубинской поймы и полупустынных областей Прикаспийской низменности, на расстоянии примерно 6 километров (по прямой) к востоку-юго-востоку (ESE) от города Ленинск, административного центра района. Абсолютная высота — 8 метров ниже уровня моря.

Климат классифицируется как влажный континентальный с тёплым летом (согласно классификации климатов Кёппена — Dfa).
Часовой пояс
Посёлок Новостройка, как и вся Волгоградская область, находится в часовой зоне МСК (московское время). Смещение применяемого времени относительно UTC составляет +3:00.

## Население
| 2010 |
| ---- |
| 12   |

Гендерный состав
По данным Всероссийской переписи населения 2010 года в гендерной структуре населения мужчины составляли 50 %, женщины — соответственно также 50 %.
Национальный состав
Согласно результатам переписи 2002 года, в национальной структуре населения чеченцы составляли 72 %.

## Улицы
Уличная сеть посёлка состоит из двух улиц (ул. Кальгута и ул. Новостройка).